# Kusitten
Kusitten war ein Ort in Ostpreußen, dessen Ortsstelle nach 1945 zur russischen Oblast Kaliningrad (Gebiet Königsberg (Preußen)) kam und heute zum Munizipalkreis Rajon Bagrationowsk (Stadtkreis Preußisch Eylau) gehört.

## Geographische Lage
Die Ortsstelle Kusittens befindet sich im südlichen Westen der Oblast Kaliningrad, 23 Kilometer nordwestlich der einstigen Kreis- und heutigen Rajonshauptstadt Bagrationowsk.

## Geschichte
Der vor 1422 gegründete Kusithen und vor 1785 Cusitten bzw. nach 1820 Kusitten genannte Ort bestand aus einem Gut mit großem Park. Als Gutsbezirk Kusitten kam der kleine Ort 1874 zum neu gebildeten Amtsbezirk Sollnicken (russisch Medowoje) im ostpreußischen Kreis Preußisch Eylau. Im Jahre 1910 zählte Kusitten 34 Einwohner.
Am 30. September 1928 gab Kusitten seine Eigenständigkeit auf und schloss sich mit dem Nachbarort Liepnicken (russisch Ostrownoje, jetzt Saretschnoje) zusammen.
1945 kam Kusitten mit dem gesamten nördlichen Ostpreußen in Kriegsfolge zur Sowjetunion. Doch verliert sich seine Spur, wohl weil der Ort nicht wieder besiedelt wurde oder weil er in der dann Ostrownoje (Liepnicken) genannten Siedlung aufgegangen ist. Ein russischer Name ist nicht bekannt. Der Ort gilt als untergegangen.
Die Ortsstelle liegt heute im Gebiet des Munizipalkreises Rajon Bagrationowsk (Stadtkreis Preußisch Eylau) in der Oblast Kaliningrad (Gebiet Königsberg (Preußen)) der Russischen Föderation.

## Religion
Bis 1945 war Kusitten in das Kirchspiel der evangelischen Kirche Kreuzburg (Ostpreußen) (heute russisch Slawskoje) in der Kirchenprovinz Ostpreußen der Kirche der Altpreußischen Union eingepfarrt.

## Verkehr
Die heute kaum noch wahrnehmbare Ortsstelle Kusittens liegt östlich der einstigen Reichsautobahn Berlin–Königsberg, heute Föderalstraße R 516. Von Liepnicken aus ist sie auf Landwegen zu erreichen.